# Jecheon
Jecheon (en coreano: 제천시, romanización revisada: jecheonsi, léase: Chechon) es una ciudad de la provincia de Chungcheong del Norte al centro-norte de la república de Corea del Sur. Está ubicada al suroeste de Seúl a unos 60 km. Su área es de 882.47 km² y su población total es de 137.147(2011).
El nombre de la ciudad Je significa presa y Cheon río.

## Administración
La ciudad de Jecheon se divide en 9 distritos (dong), 7 municipios y 1 villa (eup).

## Clima
| Parámetros climáticos promedio de Jecheon (1981−2010) | Parámetros climáticos promedio de Jecheon (1981−2010) | Parámetros climáticos promedio de Jecheon (1981−2010) | Parámetros climáticos promedio de Jecheon (1981−2010) | Parámetros climáticos promedio de Jecheon (1981−2010) | Parámetros climáticos promedio de Jecheon (1981−2010) | Parámetros climáticos promedio de Jecheon (1981−2010) | Parámetros climáticos promedio de Jecheon (1981−2010) | Parámetros climáticos promedio de Jecheon (1981−2010) | Parámetros climáticos promedio de Jecheon (1981−2010) | Parámetros climáticos promedio de Jecheon (1981−2010) | Parámetros climáticos promedio de Jecheon (1981−2010) | Parámetros climáticos promedio de Jecheon (1981−2010) | Parámetros climáticos promedio de Jecheon (1981−2010) |
| Mes                                                   | Ene.                                                  | Feb.                                                  | Mar.                                                  | Abr.                                                  | May.                                                  | Jun.                                                  | Jul.                                                  | Ago.                                                  | Sep.                                                  | Oct.                                                  | Nov.                                                  | Dic.                                                  | Anual                                                 |
| ----------------------------------------------------- | ----------------------------------------------------- | ----------------------------------------------------- | ----------------------------------------------------- | ----------------------------------------------------- | ----------------------------------------------------- | ----------------------------------------------------- | ----------------------------------------------------- | ----------------------------------------------------- | ----------------------------------------------------- | ----------------------------------------------------- | ----------------------------------------------------- | ----------------------------------------------------- | ----------------------------------------------------- |
| Temp. máx. media (°C)                                 | 1.3                                                   | 4.4                                                   | 10.3                                                  | 18.2                                                  | 23.1                                                  | 26.8                                                  | 28.4                                                  | 29.2                                                  | 25.0                                                  | 19.4                                                  | 11.1                                                  | 4.0                                                   | 16.8                                                  |
| Temp. media (°C)                                      | −5.2                                                  | −2.3                                                  | 3.5                                                   | 10.5                                                  | 16.0                                                  | 20.6                                                  | 23.4                                                  | 23.8                                                  | 18.4                                                  | 11.4                                                  | 4.1                                                   | −2.4                                                  | 10.2                                                  |
| Temp. mín. media (°C)                                 | −11.2                                                 | −8.4                                                  | −2.8                                                  | 2.9                                                   | 9.2                                                   | 15.0                                                  | 19.5                                                  | 19.6                                                  | 13.3                                                  | 5.0                                                   | −1.7                                                  | −8.0                                                  | 4.4                                                   |
| Precipitación total (mm)                              | 24.7                                                  | 29.4                                                  | 56.0                                                  | 76.1                                                  | 102.1                                                 | 154.2                                                 | 373.5                                                 | 293.7                                                 | 161.1                                                 | 51.5                                                  | 42.4                                                  | 23.0                                                  | 1387.8                                                |
| Días de precipitaciones (≥ 0.1 mm)                    | 7.2                                                   | 6.9                                                   | 8.9                                                   | 7.8                                                   | 8.4                                                   | 9.3                                                   | 15.6                                                  | 13.9                                                  | 8.8                                                   | 5.4                                                   | 7.4                                                   | 7.4                                                   | 107                                                   |
| Horas de sol                                          | 165.1                                                 | 163.4                                                 | 193.0                                                 | 216.1                                                 | 231.3                                                 | 211.7                                                 | 160.6                                                 | 181.8                                                 | 176.9                                                 | 194.5                                                 | 153.8                                                 | 154.4                                                 | 2204.6                                                |
| Humedad relativa (%)                                  | 69.4                                                  | 66.4                                                  | 63.8                                                  | 58.1                                                  | 64.0                                                  | 69.6                                                  | 78.5                                                  | 77.1                                                  | 75.3                                                  | 72.8                                                  | 70.9                                                  | 71.1                                                  | 69.8                                                  |
| Fuente: Korea Meteorological Administration           |                                                       |                                                       |                                                       |                                                       |                                                       |                                                       |                                                       |                                                       |                                                       |                                                       |                                                       |                                                       |                                                       |

## Ciudades hermanas
- Distrito Seocho, Seúl.
- Spokane, Washington.
- Pasay
- Hualien